# Piggy Market Squeak
Piggy Market Squeak es una herramienta software de análisis técnico y sistema de compraventa según tendencias de Cotización de valores como acciones.

Piggy Market Squeak es un software Open Source bajo licencia GNU General Public License.
 
Proporciona asesoramiento para comprar o vender valores y shares mediante análisis técnico de cotización. 

La herramienta es muy versátil y está hecho para integrar programáticamente cualquier indicador comercial ya que se basa en precios abiertos, cerrados, altos, bajos, así como volúmenes de transacciones.

## Características
- Interfaz gráfica de usuario fácil de usar (Standard Widget Toolkit).
- Listado, resaltado y ordenado de acciones y valores con asesoramiento de compra o venta.
- Alertas por correo electrónico.
- Gestión de cartera de inversiones.
- Integración de indicadores de tendencia del mercado financiero basados en precios abiertos, cerrados, altos, bajos, así como volúmenes de comercio.
- Puede interactuar con software de terceros de cálculo de indicadores.

## Tecnologías
- Standard Widget Toolkit.
- Java Platform, Standard Edition.
- Multi subprocesos, ver hilo (informática).
- Compatible con Java Message Service.
- Spring Framework